# August Stramm
August Stramm (Münster, 29 de julio de 1874 - Horodec, cerca de Kobryn, 1 de septiembre de 1915) fue un escritor, poeta y dramaturgo alemán, considerado pionero del expresionismo. Sirvió en el ejército alemán y fue muerto en acción durante la Primera Guerra Mundial.
Trabajó en el Ministerio de Correos y cumplió un año de servicio obligatorio en el ejército alemán entre 1896-1897. Después viajó a los Estados Unidos varias veces durante los años siguientes, antes de establecerse en Berlín. En 1912-1913 escribió dos obras de teatro, Sancta Susanna (que posteriormente fue utilizado como libreto de una ópera de Paul Hindemith) y Die Haidebraut, la primera de las muchas obras que aparecieron antes de la guerra.
Stramm era reservista del ejército alemán y había alcanzado el rango de capitán, el más alto disponible para los civiles. Fue llamado a servicio activo cuando la guerra estalló en agosto de 1914. En enero de 1915 fue galardonado con la Cruz de Hierro (segunda clase) por su servicio en Francia. Más adelante fue enviado al Frente Oriental, donde ejerció de jefe de compañía, antes de ser promovido a comandante de batallón. Fue muerto en un combate mano a mano en Horodec, cerca de Kobryn (actual Bielorrusia).

## Obras
- Die Bauern (1902/05)
- Auswanderer! (1903)
- Dissertation über die Weltpostgebührensätze (1909)
- Das Opfer (1909)
- Der Gatte (1909/11)
- Die Unfruchtbaren (1910)
- Rudimentär (1910)
- Sancta Susanna (1912)
- Die Haidebraut (1914)
- Der Letzte (1914)
- Warten (1914)
- Traumwiese (1914)
- Erwachen (1914)
- Die Menschheit (1914/17)
- Kräfte (1914)
- Krieg (1914)
- Du (1915)
- Vorfrühling (1915)
- Weltwehe (1915)
- Geschehen (1915)
- Tropfblut (1919)